# Antybiotyki beta-laktamowe

Ogólny wzór penicylin

Antybiotyki beta-laktamowe (ATC J 01 C) – szeroko stosowana grupa antybiotyków bakteriobójczych, do której zalicza się: penicyliny, cefalosporyny, karbapenemy, monobaktamy. Antybiotyki te mają wiązanie beta-laktamowi (pierścień ß-laktamowy), które ulega rozerwaniu pod wpływem określonych enzymów, tzw. beta-laktamaz produkowanych przez niektóre bakterie – jednak spektrum substratowe poszczególnych enzymów jest różne. 
Wszystkie antybiotyki beta-laktamowe hamują biosyntezę ściany komórki bakteryjnej, co uniemożliwia namnażanie się kolejnych pokoleń bakterii.

## Mechanizm i zakres działania

Dekarboksylacja antybiotyków beta-laktamowych przez beta-laktamazy wytwarzane przez bakterie

Mechanizm działania penicylin jako antybiotyków polega na blokowaniu aktywności enzymów bakteryjnych – transpeptydaz (PBP) biorących udział w ostatnim etapie syntezy peptydoglikanu ściany komórki bakteryjnej. Do zablokowania PBP może dojść dzięki strukturalnemu podobieństwu penicylin do naturalnego substratu dla enzymu, czyli układu dwóch reszt alaniny będącego częścią podstawowej jednostki budującej mureinę – składnika ściany komórkowej bakterii. Penicylina łączy się z transpeptydazą w jej centrum aktywnym i w ten sposób blokuje jej aktywność. Komórka bakteryjna pozbawiona prawidłowo działającego enzymu nie jest w stanie syntetyzować ściany bakteryjnej. Prowadzi to do upośledzenia jej zdolności życia w niekorzystnych warunkach środowiska – zwiększa się przepuszczalność ściany komórkowej. Takie uszkodzenie prowadzi po pewnym czasie do zwiększenia aktywności bakteryjnych enzymów autolitycznych, powodujących samozniszczenie bakterii.
Działanie bakteriobójcze penicylin zależy od czasu w którym stężenie antybiotyku w ognisku zakażenia jest wystarczająco wysokie, żeby wywrzeć działanie na bakterie chorobotwórcze, czyli przekracza wartość MIC wobec szczepu odpowiedzialnego za zakażenie. 
Spektrum działania:
- paciorkowce (Streptococcus pneumoniae)
- gronkowce – (gronkowce wrażliwe na penicylinę są zawsze wrażliwe na metycilinę)
- beztlenowe ziarenkowce
- Clostridium i Actinomyces
- dwoinki Gram-ujemne
- krętki (Treponema, Borrelia, leptospiry)
- Bacillus anthracis, Pasteurella
- gonokoki i meningokoki

w związku z tym penicyliny stosuje się w leczeniu zakażeń takich jak: 
- zakażenia paciorkowcowe: angina, zapalenie ucha środkowego, ropnie, ropowice, posocznice
- zakażenia gronkowcowe: ropnie, zapalenie szpiku, posocznice
- rzeżączka (obecnie często występuje oporność)
- zapalenie pneumokokowe płuc, zapalenie meningokokowe opon mózgowych
- błonica
- tężec
- wąglik
- kiła

Penicyliny, według Klasyfikacji FDA ryzyka stosowania leków w czasie ciąży, należą do kategorii B. Oznacza to, że w badaniach na zwierzętach nie wykazano zagrożenia dla płodu, jednak wpływ tych leków na ciążę człowieka nie jest potwierdzony w badaniach klinicznych.

## Podział z wyszczególnieniem profilu działania
- penicyliny
  - penicyliny naturalne: benzylopenicylina
    - wąski zakres działania, głównie na bakterie Gram-dodatnie i tylko nieliczne Gram-ujemne

  - fenoksypenicyliny
  - izoksazolilopenicyliny: oksacylina, kloksacylina, dikloksacylina, flukloksacylina
  - aminopenicyliny — ampicylina, piwampicylina, amoksycylina
    - szerszy zakres działania niż benzylopenicylina, działają na bakterie Gram-dodatnie, Gram-ujemne i niektóre pałeczki tlenowe.

  - karboksypenicyliny — tikarcylina, karbenicylina
    - działają słabiej na drobnoustroje Gram-dodatnie, ale mają szerszy zakres działania na bakterie Gram-ujemne, działają m.in. na Pseudomonas aeruginosa, Proteus, Enterobakterie

  - ureidopenicyliny — azlocylina, mezlocylina, piperacylina, apalcylina
    - mają szerokie spektrum działania, niszczą drobnoustroje Gram-dodatnie, Gram-ujemne, tlenowe i beztlenowe. Działają również na Pseudomonas aeruginosa

  - amidynopenicyliny — mecylinam, piwmecylinam
    - działają głównie na drobnoustroje Gram-ujemne, w tym na: Escherichia coli, Salmonella, Shigella, Klebsiella i inne
- cefalosporyny
- cefamycyny
- karbapenemy
- monobaktamy

## Właściwości
Penicyliny dość dobrze wchłaniają się z jelit, jednak są wrażliwe na niskie pH w związku z czym rozkładają się do związków nieaktywnych w kwasie żołądkowym. Z tego względu klasyczne penicyliny, karboksypenicyliny, amidynopenicyliny i ureidopenicyliny podaje się z reguły pozajelitowo. Niektóre półsyntetyczne pochodne, takie jak V-cylina, kloksacylina, oksacylina, ampicylina i wiele innych są odporne na działanie kwasu i można je podawać doustnie.
Podstawowymi zaletami penicylin są: niska toksyczność narządowa, znakomity efekt bakteriobójczy, dobra penetracja do narządów i tkanek (zwłaszcza w stanie zapalnym), natomiast wadami znaczna wrażliwość na β-laktamazy, szybka eliminacja z ustroju (konieczność częstego dawkowania), a także możliwość wystąpienia odczynów uczuleniowych (alergii). 
Łatwość wytwarzania się alergii na penicyliny stanowi jedno z ograniczeń ich stosowania. Reakcje uczuleniowe, ze względu na swoją siłę, mogą być bardzo niebezpieczne i prowadzić nawet do wstrząsu uczuleniowego i śmierci pacjenta. W związku z tym, przed zastosowaniem penicylin, zwłaszcza dożylnie, powinno się przeprowadzać testy uczuleniowe.
Antybiotyki β-laktamowe bezpiecznie kojarzy się aminoglikozydami. Efektem jest synergizm lub addycja, nigdy antagonizm. Powyższe skojarzenie istotne jest w leczeniu zakażeń wsierdzia (bakteryjnych). Penicyliny można kojarzyć także z cefalosporynami.
Mechanizmy wytwarzania oporności bakterii polegają na zdolności syntezy β-laktamaz, modyfikacji białek PBP lub syntezy nowych, zaburzeniu przepuszczalności błony komórkowej dla antybiotyku.

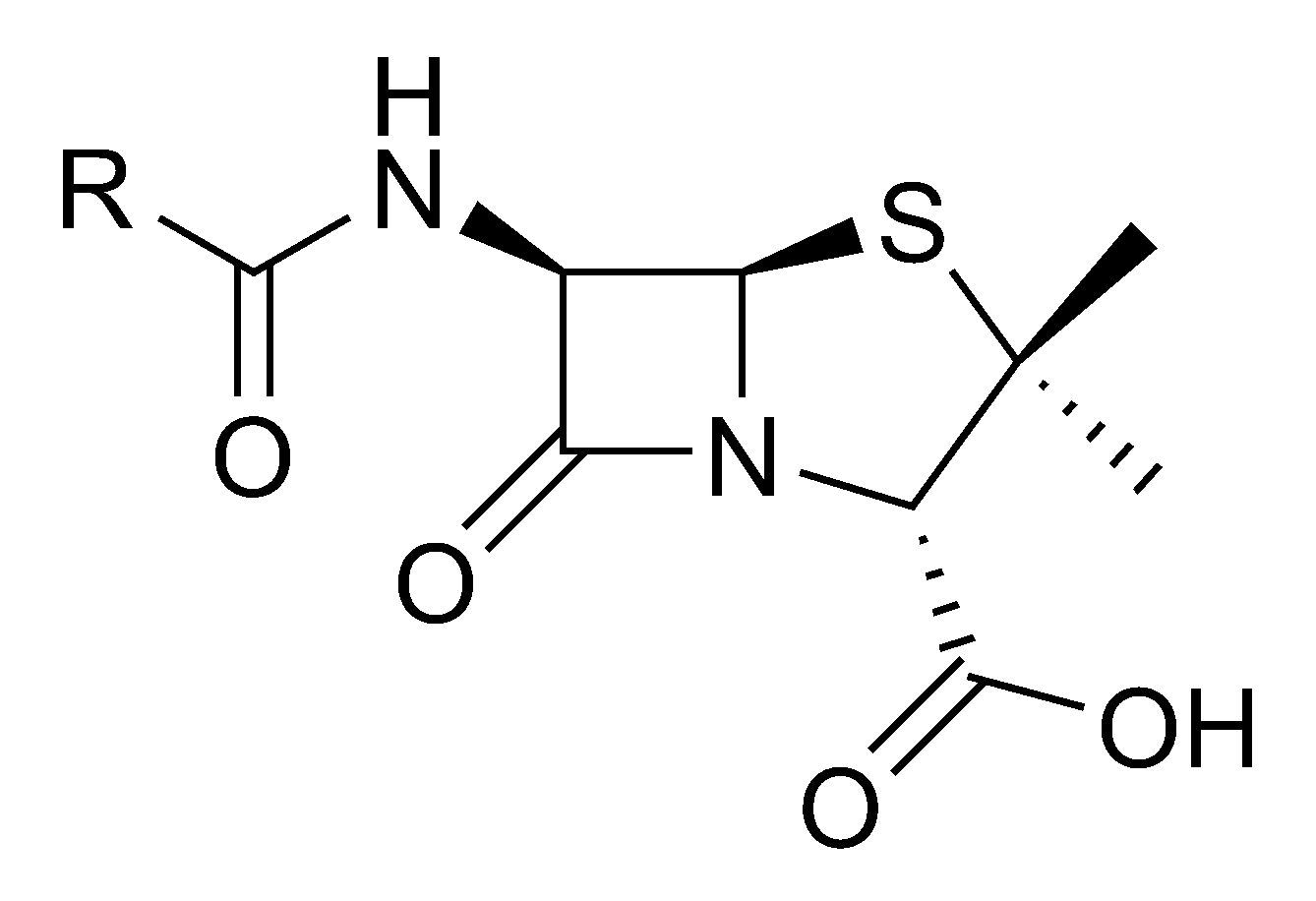
Ogólny wzór penicylin
Penicylina G (penicylina benzylowa)
Ampicylina
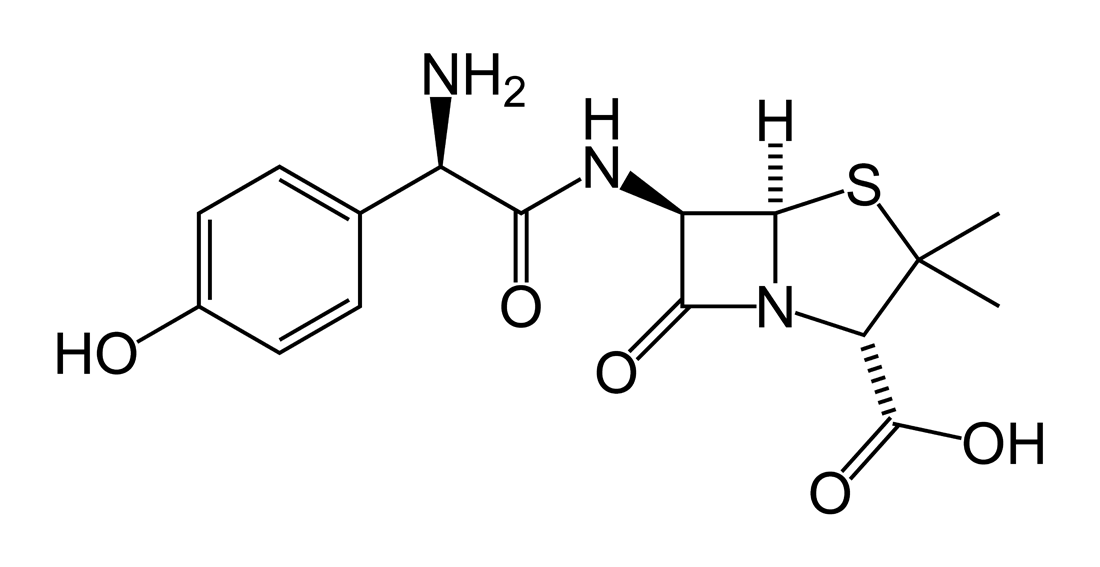
Amoksycylina